# Ashot Karaguian
Ashot Karaguian (Ereván, URSS, 23 de enero de 1951) es un deportista soviético que compitió en esgrima, especialista en las modalidades de florete y espada.
Participó en los Juegos Olímpicos de Moscú 1980, obteniendo dos medallas, plata en florete por equipos y bronce en espada por equipos. Ganó cinco medallas en el Campeonato Mundial de Esgrima entre los años 1973 y 1981.

## Palmarés internacional
| Juegos Olímpicos   | Juegos Olímpicos           | Juegos Olímpicos  | Juegos Olímpicos    |
| Año                | Lugar                      | Medalla           | Prueba              |
| ------------------ | -------------------------- | ----------------- | ------------------- |
| 1980               | Moscú (URSS)               | Medalla de plata  | Florete por equipos |
| 1980               | Moscú (URSS)               | Medalla de bronce | Espada por equipos  |
| Campeonato Mundial |                            |                   |                     |
| Año                | Lugar                      | Medalla           | Prueba              |
| 1973               | Gotemburgo (Suecia)        | Medalla de bronce | Espada por equipos  |
| 1977               | Buenos Aires (Argentina)   | Medalla de bronce | Espada por equipos  |
| 1978               | Hamburgo (RFA)             | Medalla de plata  | Espada por equipos  |
| 1979               | Melbourne (Australia)      | Medalla de oro    | Espada por equipos  |
| 1981               | Clermont-Ferrand (Francia) | Medalla de oro    | Espada por equipos  |